# Памятник Эрнсту Тельману (Берлин)

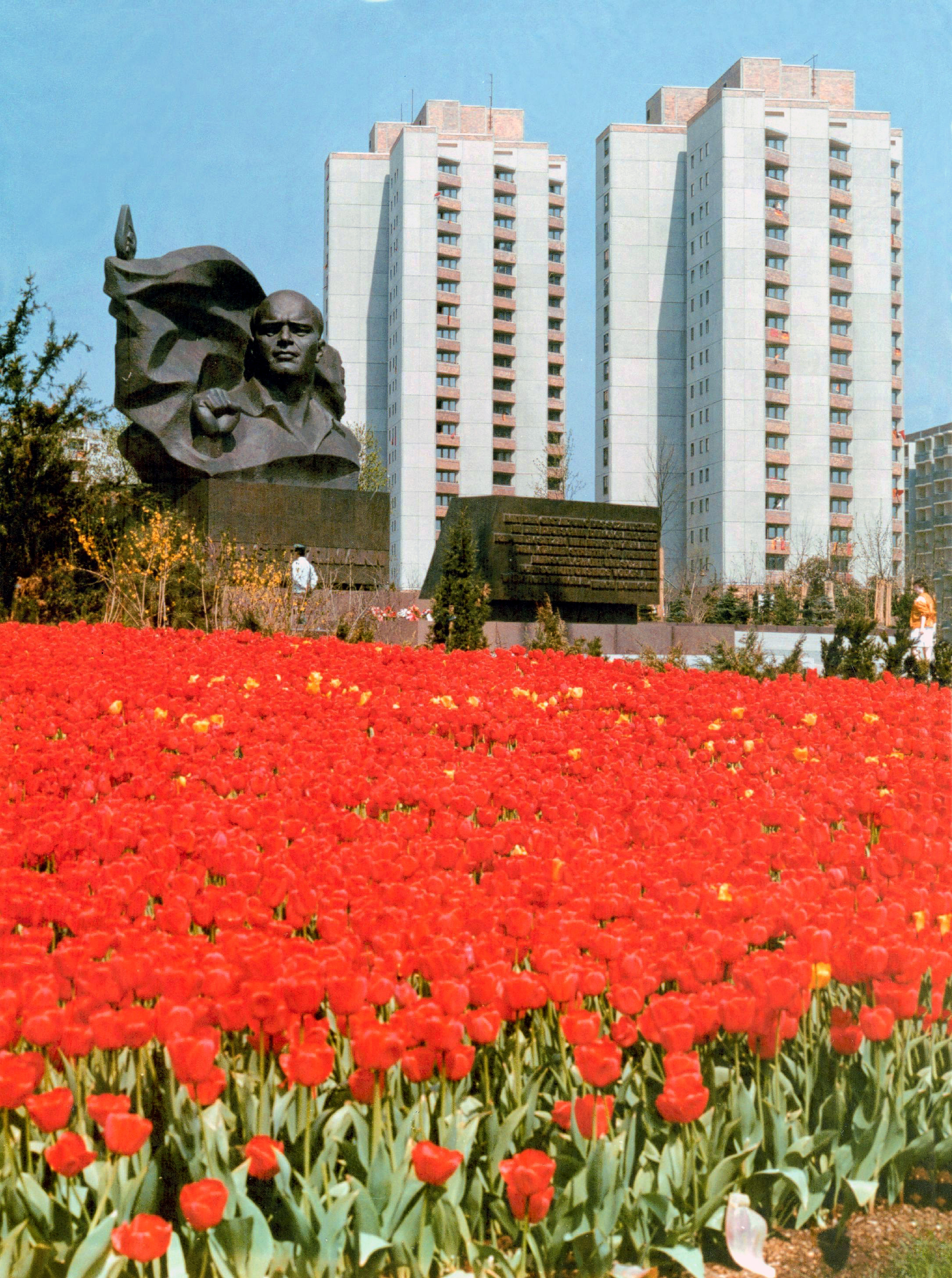
Памятник в 1986 году

Памятник Эрнсту Тельману (нем. Ernst-Thälmann-Denkmal ) — монумент, установленный в столице Германии г. Берлине в честь председателя ЦК Коммунистической партии Германии (КПГ) (1925—1933) Эрнста Тельмана, убитого в августе 1944 года после более чем одиннадцати лет одиночного заключения предположительно по прямому приказу Адольфа Гитлера.
Установлен в берлинском районе Пренцлауэр-Берг 15 апреля 1986 года, в честь 100-летия Тельмана, в ходе подготовки к открытию XI съезда СЕПГ и открытии парка его имени (Ernst-Thälmann-Park).
Создан советским скульптором Львом Кербелем в 1981—1986 годах по заказу ЦК СЕПГ.
Изготовлен из бронзы, высота 14 м, ширина 15 м, установлен на постаменте из украинского гранита. Весит памятник 50 тонн, состоит из 272 отдельных частей. Основную часть памятника занимает бюст Тельмана. В форме Союза красных фронтовиков поднимает правый кулак в знак приветствия. Позади него развевается стилизованный рабочий флаг. На постаменте заглавными буквами написано «Ernst Thälmann» спереди и «Rotfront» по бокам. Мемориал включал в себя две бронзовые стелы на гранитных постаментах по бокам привокзальной площади.
После падения берлинской стены памятник подлежал сносу в начале 1990-х годов. Стал объектом многочисленных граффити. В 2013 году молодые либералы объявили о сносе памятника, и провели митинг с символическими динамитными шашками перед монументом. После ряда обсуждений граждан Берлина в 2014 году памятник был взят под охрану государства. Памятник должен был быть отремонтирован к 2020 году, но до сих пор никаких ремонтных работ не началось.